# Людина, яка сміється (фільм, 2012)
«Людина, яка сміється» (фр. L'Homme qui rit) — фільм-драма спільного франко-чеського виробництва, поставлений у 2012 році режисером Жаном-П'єром Амері за однойменним романом Віктора Гюго, опублікованим у 1869 році. Фільм було представлено в позаконкурсній програмі 69-го Венеційського кінофестивалю 2012 року.

## Сюжет
Малий хлопчик Гуїнплен потрапив до рук психічно хворого лікаря, який нагородив його «вічною посмішкою» — потворними шрамами на обличчі, завдяки яким створюється враження, ніби нещасний постійно сміється. Умираючого на снігу малюка підібрав бродячий артист на ім'я Урсус (Жерар Депардьє). Разом з Гуїнпленом (Марк-Андре Гронден) він виховав ще й сліпу дівчинку Дею.
Минають роки, діти виросли чистими та благородними людьми і, подорожуючи, розважають публіку шоу, зіркою якого є Гуїнплен. Тепер для Деї він — найкращий і найпрекрасніший з чоловіків. Вона, незряча, єдина бачить в ньому внутрішню красу, тоді як інші жінки здатні розгледіти лише потворні шрами…

## У ролях
| Марк-Андре Гронден | ···· | Гуїнплен         |
| Жерар Депардьє     | ···· | Урсус            |
| Еммануель Сеньє    | ···· | герцогиня Жозіан |
| Кріста Тере        | ···· | Деа              |
| Арбен Байрактарай  | ···· | Ардгунон         |
| Серж Мерлен        | ···· | Баркільфедро     |
| Крістель Туаль     | ···· | Клеменс          |
| Сванн Арло         | ···· | Сільван          |
| Венсан де Буар     | ···· | магістрат        |

## Визнання
| Нагороди та номінації фільму «Людина, яка сміється» | Нагороди та номінації фільму «Людина, яка сміється» | Нагороди та номінації фільму «Людина, яка сміється» | Нагороди та номінації фільму «Людина, яка сміється» | Нагороди та номінації фільму «Людина, яка сміється» | Нагороди та номінації фільму «Людина, яка сміється» |
| Рік                                                 | Кінофестиваль/кінопремія                            | Категорія/нагорода                                  | Номінант                                            | Результат                                           |                                                     |
| --------------------------------------------------- | --------------------------------------------------- | --------------------------------------------------- | --------------------------------------------------- | --------------------------------------------------- | --------------------------------------------------- |
| 2012                                                | Кінофестиваль у Ле-Круазік                          | Приз Клода Шаброля                                  | Жан-П'єр Амері                                      | Перемога                                            |                                                     |